# Sikorsky Aircraft Corporation
Pour les articles homonymes, voir Sikorsky.
 (juillet 2015).
Si vous disposez d'ouvrages ou d'articles de référence ou si vous connaissez des sites web de qualité traitant du thème abordé ici, merci de compléter l'article en donnant les références utiles à sa vérifiabilité et en les liant à la section « Notes et références ».
Sikorsky Aircraft Corporation est un constructeur américain d'avions et d'hélicoptères. Fondée en 1923 par Igor Sikorsky, la société est rachetée en 2015 par le groupe Lockheed Martin au groupe United Technologies Corporation pour la somme de 9 milliards de dollars ; son chiffre d'affaires est alors de 6,6 milliards de dollars (2014) avec un effectif de 18 000 personnes.
En 2014, sur le marché militaire, Sikorsky était leader avec 21 % de part de marché (182 hélicoptères livrés) devant les constructeurs russes qui ont chacun 24 % et Airbus Helicopters avec 18 % de part de marché.
Sur le marché civil ou parapublic, avec 51 hélicoptères livrés (plus de 1,3 tonne), elle représentait 7 % de part de marché.

## Histoire

Ancien logo.

La société a été fondée en 1923 à Long Island par l'ingénieur aéronautique américain d'origine russe Igor Sikorsky. Après une première série d'appareils terrestres sans grand succès, la firme réussit dans le domaine des hydravions. Elle produit des hydravions de toutes tailles, civils et militaires. Elle a fait partie depuis 1929 du groupe industriel et conglomérat américain United Aircraft Corporation. La firme s'installe en 1929 à Stratford (Connecticut), où elle est rejointe en 1939 par Chance Vought, devenant la division Vought-Sikorsky de United Aircraft Corporation. En 1943, Sikorsky Aircraft se sépare de Vought et s'installe dans une nouvelle usine située dans la ville voisine de Bridgeport, mais le siège de l'entreprise reste fixé à Stratford. Le 18 août 1937, Sikorsky fait voler le plus grand hydravion jamais construit alors, le XPBS-1.
Au printemps 1939, Igor Sikorsky décide de revenir à ses premières amours, l'hélicoptère. Il entame la construction d'un démonstrateur, le VS-300, dont il effectue lui-même le premier vol le 13 mai 1940. Après de longs et laborieux essais, la machine bat le record du monde de durée pour hélicoptère le 6 mai 1941, avec 1 h 32 min 26 s. C'est le premier de nombreux succès, le deuxième étant la première véritable production de série d'un hélicoptère, le type R-4, dont plus de 600 exemplaires sont produits à partir de 1943. La firme de Bridgeport se voue alors entièrement à l'hélicoptère et produit une série de modèles à succès : S-51, S-55, S-58, S-61, S-64, etc. En 1957, Sikorsky teste son premier hélicoptère à turbine (mode de propulsion inauguré en 1955 par l'Alouette II).
En 1972, l'US Army émet un appel d'offres pour un hélicoptère de transport tactique devant remplacer les Bell UH-1 Huey. Sikorsky et Boeing sont sélectionnés pour construire chacun trois appareils prototype en vue d'une évaluation qui devra désigner le vainqueur. Sikorsky propose le S-70, qui vole pour la première fois le 17 octobre 1974, qui est désigné vainqueur le 23 décembre 1976. Le Blackhawk est né. Les premiers appareils de série sont livrés en 1978 et depuis lors la production ne s'est pas arrêtée en date de 2021. En 2012, plus de 4 000 hélicoptères de cette famille ont été fabriqués à ce jour et plusieurs sont alors en commande.
En 1998, la firme fait l'acquisition de HSI pour assurer le support mondial de ses machines. En 2004, elle acquiert le fabricant d'hélicoptères légers Schweizer. En 2005, c'est au tour de Keystone d'être absorbé et, en 2007, elle achète la société polonaise PZL Mielec pour produire le Black Hawk en Europe.
La situation du constructeur s'est dégradée dans les années 2010, notamment du fait d'une baisse des commandes sur le marché américain (entre autres due aux coupes dans les budgets militaires) et de la perte de certains marchés face au constructeur européen Airbus. En juin 2015, un plan de licenciement de 1 400 salariés (sur 15 000) a été annoncé par la firme qui ne détient plus que 12 % du marché mondial en 2015, derrière Airbus Helicopters et Bell (25 % chacun).
En juillet 2015, Lockheed Martin annonce qu'il va acquérir Sikorsky (appartenant à UTC) à la fin de l'année ou début 2016 pour neuf milliards de dollars,,.

## Avions
- Sikorsky S-29-A (en) - cargo biplan bimoteur. Premier Sikorsky construit aux États-Unis.
- Sikorsky S-30 (en) - bimoteur jamais construit (1925)
- Sikorsky S-31 (en) - biplan bimoteur (1925)
- Sikorsky S-32 (en) - biplan monomoteur, 2 passagers (1926)
- Sikorsky S-33 (en) Messenger - biplan (1925)
- Sikorsky S-34 (en) - prototype d'hydravion bimoteur (1927)
- Sikorsky S-35 (en) - prototype de biplan trimoteur (1926)
- Sikorsky S-36 (en) Amphibion - hydravion bimoteur, 8 sièges (1927)
- Sikorsky S-37 Guardian - biplan bimoteur, 8 sièges (1927)
- Sikorsky S-38 - hydravion bimoteur (USN PS), 8 sièges (1928 - 1933)
- Sikorsky S-39 - variante monomoteur 5 sièges du S-38 (1929 - 1932)
- Sikorsky S-40 Flying Forest - hydravion quadrimoteurs, 28 passagers (1931)
- Sikorsky S-41 - hydravion bimoteur (1931)
- Sikorsky S-42 Clipper - hydravion quadrimoteur (1934 - 1935)
- Sikorsky S-43 Baby Clipper - hydravion amphibie bimoteur (1935 - 1937) (Army OA-1, USN JRS-1)
- Sikorsky VS-44 - hydravion quadrimoteur (1937)
- Sikorsky S-45 (en) - hydravion à six moteurs (destiné à la compagnie aérienne Pan Am, jamais construit)

## Hélicoptères
- Sikorsky R-4 (1940)
- Sikorsky H-5 (1943)
- Sikorsky S-51 (1946)
- Sikorsky S-52 (1947)
- Sikorsky S-55 - hélicoptère utilitaire (1949)
- Sikorsky S-56 - bimoteur H-37A Mojave (1953)
- Sikorsky S-58 - S-55 amélioré (1954) , hélicoptère vu dans la série Riptide sous le nom de Mimi (The Screaming Mimi)
- Sikorsky S-60 (en) - prototype, s'est écrasé en 1961 (1959)
- Sikorsky S-61 - ASW, de nombreuses variantes, dont le SH-3 Sea King et le HH-3 Jolly Green Giant (1959)
- Sikorsky S-62 - HH-52 amphibie (1958)
- Sikorsky S-64 - CH-54 Tarhe Skycrane (« grue volante », 1962)
- Sikorsky S-65 - Hélicoptère de transport lourd (1964), aussi appelé CH-53
- Sikorsky S-66 - prototype d'hélicoptère d'attaque (1966)
- Sikorsky S-67 Blackhawk - prototype d'hélicoptère d'attaque (1970)
- Sikorsky S-69 - prototype avec rotors contrarotatifs, pas de queue (1972?)
- Sikorsky S-70A/B - UH-60 Black Hawk, SH-60 Seahawk (1974)
- Sikorsky S-72 - recherche pour la NASA (1987)
- Sikorsky S-76 Spirit - hélicoptère commercial, 14-sièges (1977)
- Sikorsky S-80 - Hélicoptère de transport lourd (1974)
- Sikorsky S-92 - Sikorsky H-92 et CH-148 Cyclone
- RAH-66 Comanche - projet commun avec Boeing d'un hélicoptère de reconnaissance
- Sikorsky X2 - démonstrateur conceptuel équipé d'un rotor contrarotatif et d'une hélice propulsive
- Sikorsky XV-2 - aéronef convertible expérimental à rotor débrayable et aile delta

## Photos d'appareils

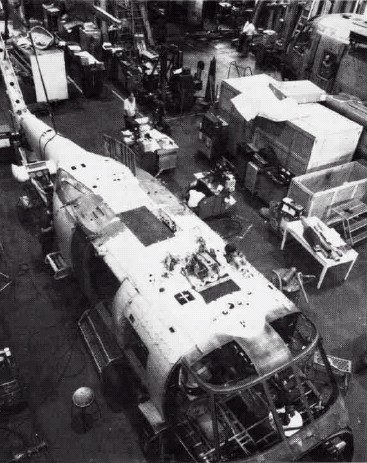
Ligne de production du SH-60 Seahawk à Stratford (Connecticut), en 1980.
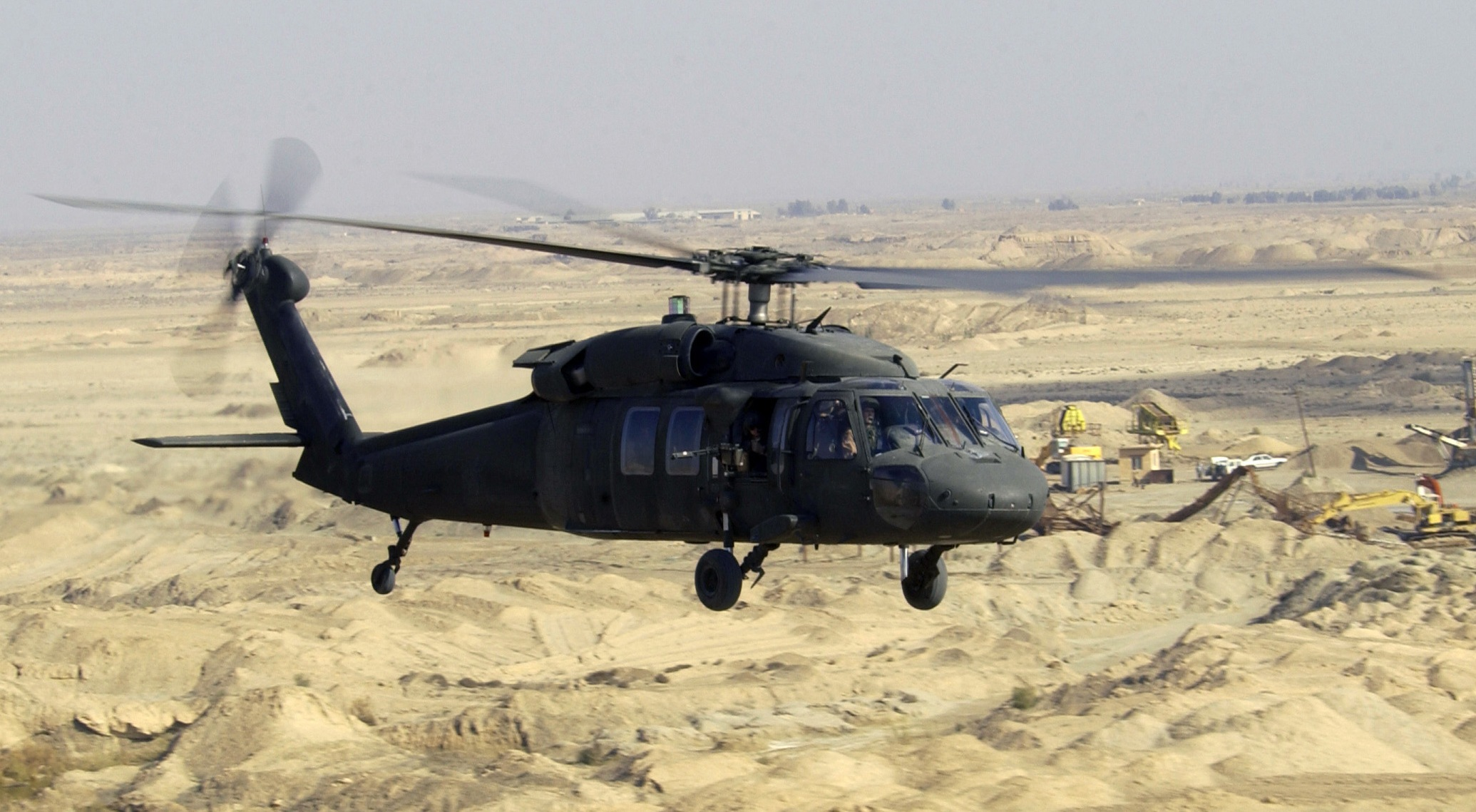
UH-60 Black Hawk
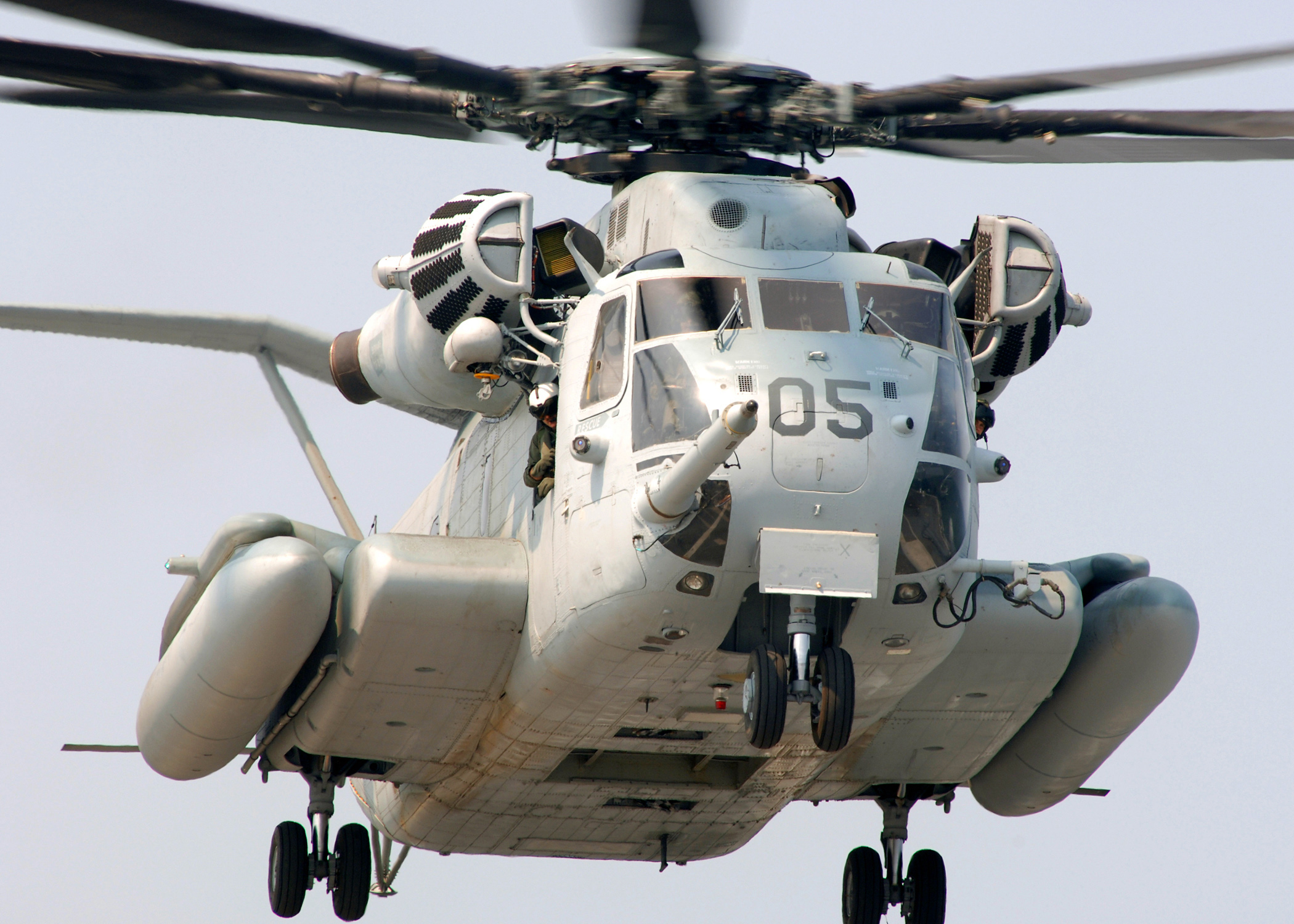
CH-53 Sea Stallion
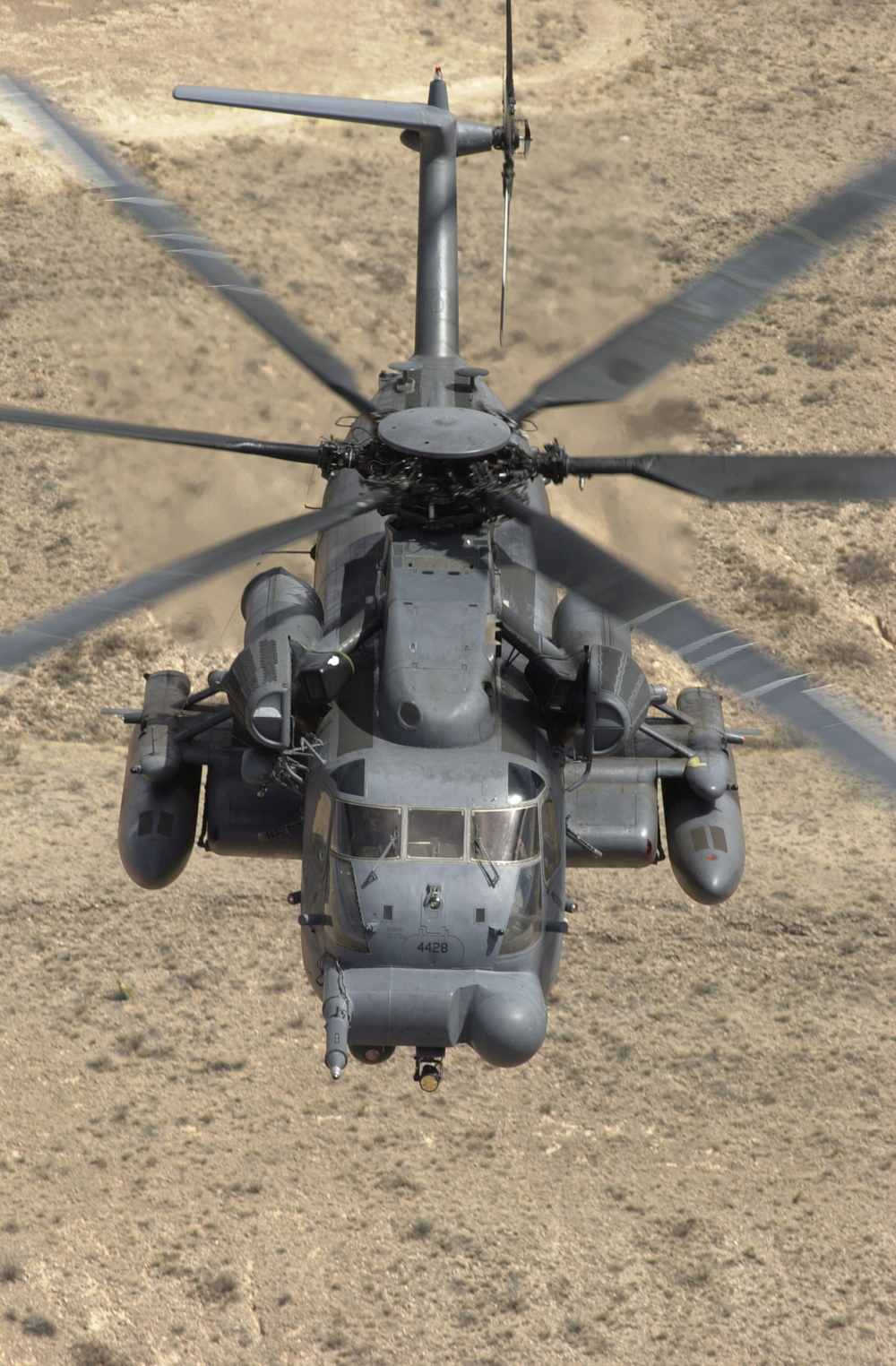
MH-53J Pave Low III
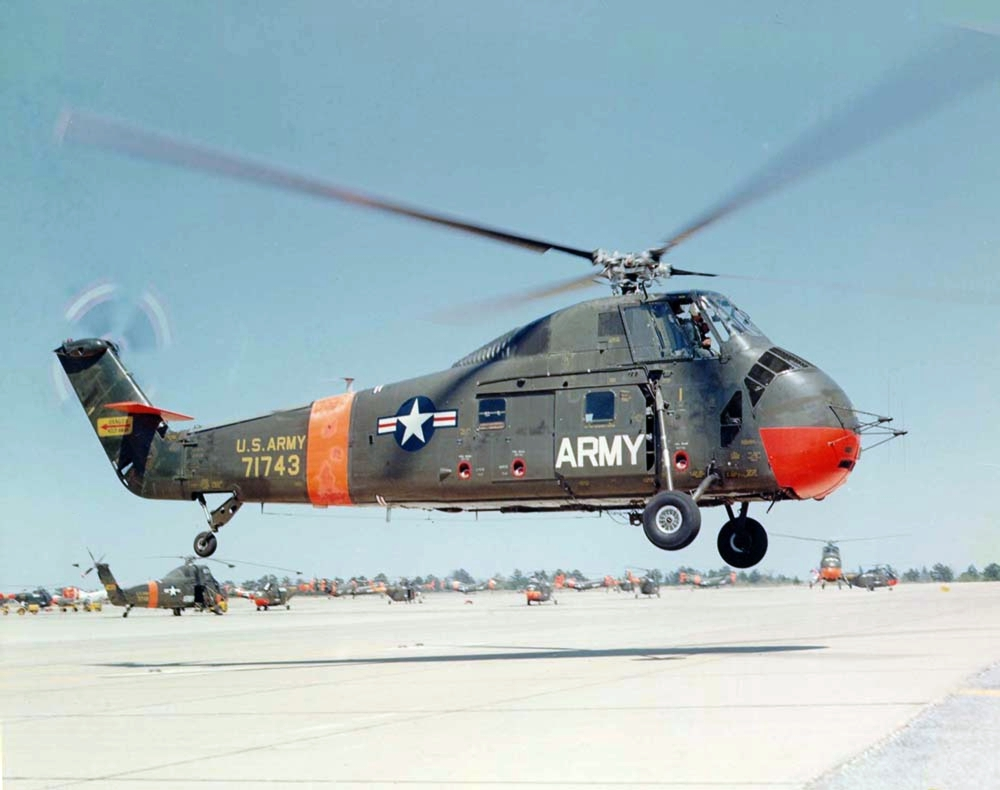
H-34 Choctaw